# Jeux européens en salle 1968
Navigation
Édition précédente Édition suivante
Les 3e Jeux européens en salle sont une compétition d’athlétisme qui s’est déroulée les 9 et 10 mars 1968 au Palais des sports de Madrid, en Espagne. 23 épreuves figurent au programme (14 masculines et 9 féminines).
| Courses : 50 m - 400 m - 800 m - 1 500 m - 3 000 m Obstacles : 50 m haies Sauts : Hauteur - Longueur - Triple saut - Perche Lancers : Poids Relais : 4 × 1 tour - 4 × 2 tours - 1+2+3+4 tours - 3 × 1 000 m |

## Résultats

### 50 m
| Rang | Pays                 | Athlète          | Temps  |
| ---- | -------------------- | ---------------- | ------ |
| 1    | Allemagne de l'Ouest | Jobst Hirscht    | 5 s 72 |
| 2    | Royaume-Uni          | Robert Frith     | 5 s 78 |
| 3    | Allemagne de l'Est   | Günther Gollos   | 5 s 78 |
| 4    | Pologne              | Wieslaw Maniak   | 5 s 79 |
| 5    | Yougoslavie          | Ivica Karasi     | 5 s 79 |
| 6    | Union soviétique     | Vladislav Sapeya | 5 s 80 |

| Rang | Pays                 | Athlète           | Temps       |
| ---- | -------------------- | ----------------- | ----------- |
| 1    | France               | Sylviane Telliez  | 6 s 24 (RM) |
| 2    | Allemagne de l'Ouest | Erika Rost        | 6 s 38      |
| 3    | Allemagne de l'Ouest | Hannelore Trabert | 6 s 41      |
| 4    | Union soviétique     | Galina Mitrochina | 6 s 45      |
| 5    | Union soviétique     | Galina Bukharina  | 6 s 45      |
| 6    | Allemagne de l'Est   | Renate Heldt      | 6 s 48      |

### 400 m
| Rang | Pays             | Athlète              | Temps        |
| ---- | ---------------- | -------------------- | ------------ |
| 1    | Pologne          | Andrzej Badenski     | 47 s 04 (RM) |
| 2    | Union soviétique | Alexander Bratchikov | 47 s 3       |
| 3    | Pologne          | Jan Balachowski      | 47 s 3       |
| 4    | Royaume-Uni      | Colin Campbell       | 47 s 6       |

| Rang | Pays                 | Athlète            | Temps        |
| ---- | -------------------- | ------------------ | ------------ |
| 1    | Union soviétique     | Natalya Pechonkina | 55 s 24 (RM) |
| 2    | Allemagne de l'Ouest | Gisela Köpke       | 56 s 2       |
| 3    | Union soviétique     | Tatyana Arnautova  | 56 s 3       |
| 4    | Yougoslavie          | Ika Maricic        | 56 s 5       |

### 800 m
| Rang | Pays             | Athlète              | Performance   |
| ---- | ---------------- | -------------------- | ------------- |
| 1    | Irlande          | Noel Carroll         | 1 min 56 s 61 |
| 2    | Espagne          | Alberto Esteban      | 1 min 57 s 7  |
| 3    | Union soviétique | Sergey Kryuchek      | 1 min 58 s 1  |
| 4    | Danemark         | Gerd Larsen          | 1 min 58 s 3  |
| 5    | Union soviétique | Michail Shelobovskiy | 1 min 58 s 7  |
| 6    | Tchécoslovaquie  | Ján Kasal            | 1 min 59 s 2  |

| Rang | Pays               | Athlète             | Performance   |
| ---- | ------------------ | ------------------- | ------------- |
| 1    | Allemagne de l'Est | Karin Burneleit     | 2 min 07 s 60 |
| 2    | Union soviétique   | Alla Kolesnikova    | 2 min 08 s 3  |
| 3    | Union soviétique   | Valentina Lukyanova | 2 min 09 s 4  |
| 4    | Tchécoslovaquie    | Emilie Ovadková     | 2 min 09 s 9  |
| 5    | Suède              | Ingela Ericson      | 2 min 10 s 3  |
| 6    | Suède              | Elisabeth Ostberg   | 2 min 20 s 2  |

### 1 500 m
| Rang | Pays             | Athlète           | Temps         |
| ---- | ---------------- | ----------------- | ------------- |
| 1    | Royaume-Uni      | John Whetton      | 3 min 50 s 94 |
| 2    | Espagne          | José María Morera | 3 min 51 s 7  |
| 3    | Union soviétique | Igor Potapchenko  | 3 min 51 s 9  |
| 4    | Portugal         | José Lourenco     | 3 min 59 s 6  |

### 3 000 m
| Rang | Pays                 | Athlète          | Performance   |
| ---- | -------------------- | ---------------- | ------------- |
| 1    | Union soviétique     | Viktor Kudinskiy | 8 min 10 s 22 |
| 2    | Allemagne de l'Est   | Bernd Dießner    | 8 min 11 s 0  |
| 3    | Allemagne de l'Ouest | Wolfgang Zur     | 8 min 11 s 8  |
| 4    | Suisse               | Werner Schneiter | 8 min 12 s 8  |
| 5    | Yougoslavie          | Dane Korica      | 8 min 15 s 4  |
| 6    | Tchécoslovaquie      | Miroslav Juza    | 8 min 19 s 4  |
| 7    | Norvège              | Arne Risa        | 8 min 25 s 0  |

### 50 m haies
| Rang | Pays                 | Athlète             | Temps       |
| ---- | -------------------- | ------------------- | ----------- |
| 1    | Italie               | Eddy Ottoz          | 6 s 52 (RM) |
| 2    | Allemagne de l'Ouest | Günther Nickel      | 6 s 68      |
| 3    | Tchécoslovaquie      | Milan Kotík         | 6 s 73      |
| 4    | Pologne              | Adam Kolodziejczyk  | 6 s 78      |
| 5    | Union soviétique     | Viktor Balichin     | 6 s 79      |
| 6    | Union soviétique     | Valentin Chistyakov | 6 s 95      |

| Rang | Pays                 | Athlète            | Temps  |
| ---- | -------------------- | ------------------ | ------ |
| 1    | Allemagne de l'Est   | Karin Balzer       | 7 s 03 |
| 2    | Allemagne de l'Est   | Bärbel Weidlich    | 7 s 07 |
| 3    | Union soviétique     | Lyudmila Iyevlyeva | 7 s 09 |
| 4    | Allemagne de l'Ouest | Inge Schell        | 7 s 13 |
| 5    | Roumanie             | Valeria Bufanu     | 7 s 19 |
| 6    | Union soviétique     | Galina Zarubina    | 7 s 22 |

### Saut en hauteur
| Rang | Pays                 | Athlète            | Performance |
| ---- | -------------------- | ------------------ | ----------- |
| 1    | Union soviétique     | Valeriy Skvorzov   | 2,17 m      |
| 2    | Union soviétique     | Valentin Gavrilov  | 2,17 m      |
| 3    | Suède                | Kenneth Lundmark   | 2,14 m      |
| 4    | Tchécoslovaquie      | Rudolf Hubner      | 2,14 m      |
| 5    | Allemagne de l'Ouest | Ingomar Sieghart   | 2,11 m      |
| 6    | Suède                | Bo Jonsson         | 2,11 m      |
| 7    | Tchécoslovaquie      | Rudolf Baudis      | 2,11 m      |
| 8    | France               | Robert Sainte-Rose | 2,08 m      |

| Rang | Pays               | Athlète             | Performance |
| ---- | ------------------ | ------------------- | ----------- |
| 1    | Allemagne de l'Est | Rita Schmidt        | 1,84 m      |
| 2    | Roumanie           | Virginia Bonci      | 1,76 m      |
| 3    | Union soviétique   | Antonina Okorokova  | 1,76 m      |
| 4    | Yougoslavie        | Snezana Hrepevnik   | 1,76 m      |
| 5    | Bulgarie           | Yordanka Blagoeva   | 1,76 m      |
| 6    | Union soviétique   | Klarissa Pushkareva | 1,73 m      |
| 7    | Bulgarie           | Katya Latsova       | 1,70 m      |
| 8    | Royaume-Uni        | Barbara Inkpen      | 1,65 m      |

### Saut en longueur
| Rang | Pays                 | Athlète               | Performance |
| ---- | -------------------- | --------------------- | ----------- |
| 1    | Union soviétique     | Igor Ter-Ovanessian   | 8,16 m      |
| 2    | Union soviétique     | Tonu Lepik            | 7,87 m      |
| 3    | Allemagne de l'Ouest | Berhard Stierle       | 7,59 m      |
| 4    | Allemagne de l'Est   | Klaus Beer            | 7,55 m      |
| 5    | France               | Jacques Pani          | 7,53 m      |
| 6    | Espagne              | Jacinto Segura        | 7,45 m      |
| 7    | Grèce                | Dimosthenis Magglaras | 7,18 m      |
| 8    | Allemagne de l'Ouest | Michael Sauer         | 7,14 m      |

| Rang | Pays                 | Athlète              | Performance |
| ---- | -------------------- | -------------------- | ----------- |
| 1    | Norvège              | Berit Berthelsen     | 6,43 m      |
| 2    | Allemagne de l'Est   | Bärbel Löhnert       | 6,23 m      |
| 3    | Roumanie             | Viorica Viscopoleanu | 6,23 m      |
| 4    | Allemagne de l'Ouest | Heidemarie Rosendahl | 6,20 m      |
| 5    | Union soviétique     | Helena Ringa         | 6,14 m      |
| 6    | Suisse               | Meta Antenen         | 6,08 m      |
| 7    | Yougoslavie          | Marjana Lubej        | 5,51 m      |
| 8    | Union soviétique     | Tatyana Talysheva    | NM          |

### Triple saut
| Rang | Pays                 | Athlète           | Performance |
| ---- | -------------------- | ----------------- | ----------- |
| 1    | Union soviétique     | Nikolay Dudkin    | 16,71 m     |
| 2    | Union soviétique     | Viktor Saneïev    | 16,69 m     |
| 3    | Espagne              | Luis Felipe Areta | 16,47 m     |
| 4    | Roumanie             | Serban Ciochina   | 16,42 m     |
| 5    | Italie               | Giuseppe Gentile  | 16,03 m     |
| 6    | Tchécoslovaquie      | Petr Nemsovský    | 15,64 m     |
| 7    | Allemagne de l'Ouest | Michael Sauer     | 15,61 m     |
| 8    | Turquie              | Askin Tuna        | 15,48 m     |

### Saut à la perche
| Rang | Pays               | Athlète            | Performance |
| ---- | ------------------ | ------------------ | ----------- |
| 1    | Allemagne de l'Est | Wolfgang Nordwig   | 5,20 m      |
| 2    | Union soviétique   | Gennadiy Bliznezov | 5,10 m      |
| 3    | Allemagne de l'Est | Jörg Milack        | 5,00 m      |
| 4    | Italie             | Renato Dionisi     | 5,00 m      |
| 5    | Espagne            | Ignacio Sola       | 5,00 m      |
| 6    | Suède              | Kjell Isaksson     | 4,90 m      |
| 7    | Pologne            | Leszek Butscher    | 4,80 m      |
| 8    | Royaume-Uni        | Michael Bull       | 4,80 m      |

### Lancer du poids
| Rang | Pays                 | Athlète              | Performance |
| ---- | -------------------- | -------------------- | ----------- |
| 1    | Allemagne de l'Ouest | Heinfried Birlenbach | 18,65 m     |
| 2    | Pologne              | Wladyslaw Komar      | 18,40 m     |
| 3    | Union soviétique     | Nikolay Karasev      | 18,35 m     |
| 4    | Allemagne de l'Ouest | Traugott Glockler    | 18,33 m     |
| 5    | Suisse               | Edy Hubacher         | 18,33 m     |
| 6    | France               | Arnjolt Beer         | 18,12 m     |
| 7    | France               | Pierre Colnard       | 18,02 m     |
| 8    | Union soviétique     | Eduard Gushchin      | 18,00 m     |

| Rang | Pays                 | Athlète           | Performance |
| ---- | -------------------- | ----------------- | ----------- |
| 1    | Union soviétique     | Nadezhda Chizhova | 18,18 m     |
| 2    | Allemagne de l'Est   | Margitta Gummel   | 17,69 m     |
| 3    | Allemagne de l'Est   | Marita Lange      | 17,62 m     |
| 4    | Bulgarie             | Ivanka Hristova   | 17,11 m     |
| 5    | Allemagne de l'Ouest | Marlene Fuchs     | 16,01 m     |
| 6    | Bulgarie             | María Chorbova    | 15,73 m     |
| 7    | Royaume-Uni          | Brenda Bedford    | 13,99 m     |

### Relais
| Rang | Pays                 | Athlètes                                                              | Performance  |
| ---- | -------------------- | --------------------------------------------------------------------- | ------------ |
| 1    | Pologne              | Waldemar Korycki Jan Balachowski Jan Werner Andrzej Badenski          | 2 min 48 s 9 |
| 2    | Allemagne de l'Ouest | Horst Daverkausen Peter Bernreuther Ingo Roper Martin Jellinghaus     | 2 min 49 s 7 |
| 3    | Union soviétique     | Boris Savchuk Vassiliy Anisimov Sergey Abalichin Alexander Bratchikov | 2 min 51 s 5 |

| Rang | Pays                 | Athlètes                                                             | Performance  |
| ---- | -------------------- | -------------------------------------------------------------------- | ------------ |
| 1    | Allemagne de l'Ouest | Renate Meyer Hannelore Trabert Christa Elsler Erika Ros              | 1 min 28 s 8 |
| 2    | Union soviétique     | Liliya Tkachenko Lyudmila Samotysova Vera Popkova Natalya Pechonkina | disq         |

| Rang | Pays             | Athlètes                                                                    | Performance  |
| ---- | ---------------- | --------------------------------------------------------------------------- | ------------ |
| 1    | Union soviétique | Alexander Lebedyev Boris Savchuk Igor Potapchenko Sergey Kryuchek           | 3 min 52 s 2 |
| 2    | Pologne          | Marian Dudziak Waldemar Korycki Andrzej Badenski Edmund Borowski            | 3 min 54 s 6 |
| 3    | Espagne          | José Luis Sánchez-Paraiso Ramon Magarinos Alfonso Gabernet José María Reina | 4 min 02 s 7 |
|      | Tchécoslovaquie  | Petr Utekal Ladislav Kriz Pavel Hruska Ján Kasal                            | DNF          |

| Rang | Pays             | Athlètes                                                       | Performance  |
| ---- | ---------------- | -------------------------------------------------------------- | ------------ |
| 1    | Union soviétique | Liliya Tkachenko Vera Popkova Nadeshda Syeropegina Anna Zimina | 4 min 28 s 3 |
| 2    | Tchécoslovaquie  | Eva Putnová Vlasta Seifertová Libuse Macounová Emilie Ovadková | 4 min 39 s 0 |

| Rang | Pays             | Athlètes                                         | Performance  |
| ---- | ---------------- | ------------------------------------------------ | ------------ |
| 1    | Union soviétique | Michail Shelobovskiy Oleg Rayko Anatoliy Verlan  | 7 min 13 s 6 |
| 2    | Espagne          | Alberto Esteban Enrique Bondia Virgilio González | 7 min 23 s 6 |
| 3    | Tchécoslovaquie  | Pavel Hruska Ján Kasal Miroslav Juza             | 7 min 40 s 2 |

## Légende
- RE : Record d'Europe
- RC : Record des Championnats
- RN : Record national
- disq. : disqualification
- ab. : abandon
- DNF : n'a pas fini la course